# Büelenhorn (Davos)
Büelenhorn är en bergstopp i Schweiz.   Den ligger i regionen Prättigau/Davos och kantonen Graubünden, i den östra delen av landet, 190 km öster om huvudstaden Bern. Toppen på Büelenhorn är 2 512 meter över havet, eller 51 meter över den omgivande terrängen. Bredden vid basen är 0,42 km.
Terrängen runt Büelenhorn är bergig åt nordväst, men åt sydost är den kuperad. Närmaste större samhälle är Davos, 4,0 km väster om Büelenhorn. 
Trakten runt Büelenhorn består i huvudsak av gräsmarker. Runt Büelenhorn är det ganska glesbefolkat, med 28 invånare per kvadratkilometer.